# Fjord Nachvak
Le fjord Nachvak ou fjord de Nachvak est un profond fjord situé dans le nord du Labrador au Canada, large de 2 km en moyenne et long de 40 km au maximum, tributaire de la mer du Labrador par la baie Nachvak.

## Géographie
Le fjord, l'un des plus longs de la côte très découpée du Labrador, est orienté d'ouest en est. Il est divisé en deux bras à l'extrémité ouest, nommés Tallek et Tasiuyak. Le bras Tallek remonte vers le sud et constitue l'extrémité de la vallée de la rivière Palmer, qui constitue une voie naturelle vers le bassin de la baie d'Ungava à travers la ligne de partage des eaux matérialisée par la frontière entre le Québec et Terre-Neuve-et-Labrador et la vallée de la rivière Koroc. Le bras Tasiuyak remonte vers l'ouest et se prolonge par la vallée de la rivière Nachvak qui traverse deux lacs en amont puis le lac Nachvak en aval.
Le fjord et les vallées glaciaires en auge sont très encaissés, bordés par d'abruptes parois rocheuses.
Les monts Torngat qui entourent le fjord Nachvak sont les plus hautes du Labrador et du Canada continental à l'est des montagnes Rocheuses. Le mont D'Iberville (nommé Mount Caubvick à Terre-Neuve-et-Labrador), point culminant du massif (1 652 m), se trouve à environ 10 km au sud. Le chaînon Selamiut domine le bras Tallek avec la montagne Torngarsoak (1 595 m).

## Histoire
Les Inuits du Labrador ont toujours utilisé cet endroit comme lieu de pêche d'été. C'était le site d'un poste de traite de la Compagnie de la Baie d'Hudson de 1868 à 1905, le poste le plus au nord de la compagnie au Labrador. Lors de son voyage dans le nord du Labrador en 1905, le gouverneur de Terre-Neuve William MacGregor estima qu'il y avait 20 à 30 Inuits païens, non moraves, en plus du personnel de la Compagnie de la Baie d'Hudson. En 1904, les Moraves incitèrent plusieurs familles à s'installer à Killinek, où un poste de mission fut établi. En 1908, MacGregor avait noté que les Moraves souhaitaient amener les Inuits restants à s'installer à Hebron.

## Environnement
Le fjord Nachvak est inclus dans le parc national des Monts-Torngat qui a pour but de protéger un élément représentatif de la région naturelle des montagnes du Labrador du Nord. Le parc comprend tout le territoire du Labrador au nord du fjord Saglek.
En raison de la latitude, les reliefs sont couverts de neige la majeure partie de l'année, avec présence de névés et de glaciers sur les sommets. Des icebergs dérivent depuis la mer du Labrador. La végétation locale se compose de toundra avec une flore riche mais sans arbres compte tenu du climat polaire. La faune se compose notamment de caribous des bois et de petits rorquals.